# Claudio Bisio
Claudio Giuseppe Bisio (Novi Ligure, 19 marzo 1957) è un comico, conduttore televisivo, attore, umorista e doppiatore italiano.

## Biografia
Nato a Novi Ligure (in provincia di Alessandria), a 5 anni si trasferisce con la famiglia a Milano. Negli anni settanta, studente del Liceo Scientifico "Luigi Cremona" di Milano, fu attivista di Avanguardia operaia, alternando l'impegno politico con la passione per il teatro e incominciando a recitare al Centro sociale Leoncavallo. Rivelatosi molto bravo, la sua insegnante del Piccolo Teatro di Milano gli consigliò di giocare la carta della comicità. Frequentò poi per due anni la Facoltà di Scienze agrarie dell'Università degli Studi di Milano per poi lasciare e conseguire nel 1981 il diploma presso la Civica scuola d'arte drammatica del Piccolo Teatro di Milano. 

### Inizi
I riferimenti artistici di Bisio, che resteranno nel tempo, sono tre: il gruppo del Teatro dell'Elfo facente capo a Paolo Rossi e a Gabriele Salvatores, che gli aprirà la strada alle prime apparizioni sul palcoscenico e sul piccolo e grande schermo (Bisio infatti apparirà nel 1990 nel videoclip della canzone "Megu Megùn" di Fabrizio De Andrè per la regia dello stesso Gabriele Salvatores); il palcoscenico dello Zelig, locale alternativo nella prima periferia nord milanese, che Bisio contribuirà nel tempo a rendere un luogo di culto (addirittura oramai quasi sinonimo di cabaret milanese, in una ideale staffetta col Derby degli anni settanta e ottanta), fino ai recenti spostamenti nel più ampio spazio del Teatro Tenda di Sesto San Giovanni e nel più comodo Teatro degli Arcimboldi; Sergio Conforti, in arte Rocco Tanica, tastierista e compositore nonché co-leader del gruppo Elio e le Storie Tese, che lo aiuterà a coltivare una carriera parallela di cantante.

Claudio Bisio sul set del film Kamikazen - Ultima notte a Milano (1987) di Gabriele Salvatores

### Anni ottanta
La sua prima apparizione significativa in televisione è la partecipazione al programma Zanzibar (1988), una sorta di sitcom ante litteram in cui compaiono anche David Riondino (già lanciato da alcuni riusciti tormentoni musicali al Maurizio Costanzo Show), Gigio Alberti, Antonio Catania, Angela Finocchiaro, Karina Huff, Silvio Orlando. Il suo ruolo è quello di Italo, meccanico, comunista e milanista. Dopo alcune partecipazioni a programmi televisivi ideati da Paolo Rossi (Su la testa! e Cielito lindo), insieme a degli esordienti di talento come Antonio Albanese, Maurizio Milani e Aldo Giovanni e Giacomo e dopo aver partecipato ad alcune puntate del Maurizio Costanzo Show, al principio degli anni novanta Bisio ottiene un sorprendente successo come cantante sui generis o rapper alla casseoula con la geniale Rapput, scritta a quattro mani con Rocco Tanica, a cui seguirà l'esilarante album Paté d'animo, dove si dimostra del tutto all'altezza anche come cantante vero e proprio. Si trova a giocare nella squadra vincente di Gabriele Salvatores che vince l'Oscar con Mediterraneo, riproponendosi poi in un eccezionale duetto interpretativo con Diego Abatantuono in Puerto Escondido, con cui si toglie lo sfizio di smentire la sua insegnante del Piccolo Teatro di Milano con un ruolo che sarebbe riduttivo etichettare come comico, ancora più incisivo e asciutto in contrapposizione ai ben noti gigioneggiamenti del partner (Bisio era già apparso in un ruolo a cavallo fra dramma e comicità anche nel secondo film di Salvatores, Kamikazen - Ultima notte a Milano). Sempre insieme ad Abatantuono, è protagonista della famosa scena del benzinaio nel film Turné, sempre di Salvatores.

### Anni 90 e 2000
Con il 1996 comincia il suo fortunato sodalizio con la pubblicità, lavorando con registi come Daniele Luchetti e Muccino, e dimostrando una straordinaria adeguatezza al mezzo. Ancora insuperata per surreale follia la prima apparizione, in cui dialoga col maiale. Nella primavera 1997 conduce su Italia 1 insieme ad Antonella Elia Facciamo Cabaret, antesignano del fortunato Zelig. Bisio è anche presenza fissa nelle stagioni 1997-1998 e 1998-1999 di Mai dire Gol, dove restano memorabili il personaggio indovinatissimo e quasi profetico del procuratore calcistico Micio, cinico e maneggione, e del "luminare" Dott. Imbruglia, incapace e un po' passato di cottura.
Anche qui, Bisio si dimostra adeguato ai tempi comici della trasmissione e alla feroce competizione dialettica con la Gialappa's Band. Nel 1997, sotto la regia di Martelli, esce per la Rai una fiction TV in due parti dal titolo Un giorno fortunato, dove interpreta il ruolo di un paziente. Partecipano anche Fabio Fazio ed Enzo Jannacci nella parte di medici. Successivamente ad una prosecuzione della carriera di attore cinematografico con il film Asini del 1999 e ad una intensa attività teatrale, col nuovo secolo Bisio si scopre conduttore, e successivamente conduttore-fantasista con riuscite incursioni anche nel ballo, sul palcoscenico di Zelig.

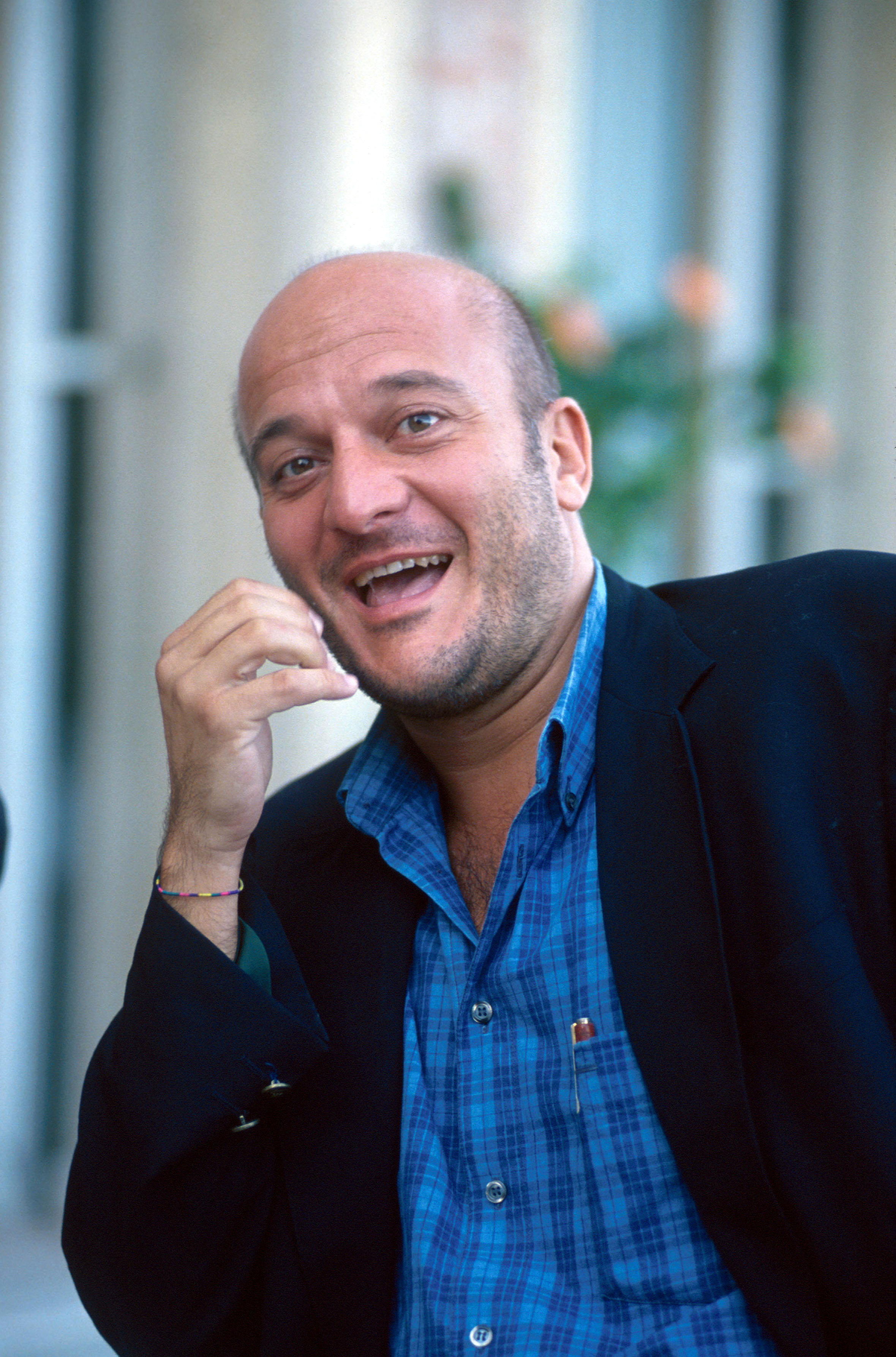
Claudio Bisio alla 48ª Mostra internazionale d'arte cinematografica di Venezia (1991)

Rimane comunque legato al teatro: è del 2005 la sua tournée nel monologo di Pennac "Grazie". Nel 2003 partecipa come ospite del Cd degli Ossi Duri "X", omaggio a Frank Zappa, per il decennale della sua morte, dove inframmezza i brani con "sproloqui" insieme a Rocco Tanica, tastierista degli Elio e le Storie Tese. Nell'estate del 2006 porta in giro lo spettacolo Coèsi se vi pare in collaborazione con gli Elio e le Storie Tese; venti date per l'Italia per un mese di tournée terminata la quale si rimette nei panni dell'attore per girare i film Natale a New York e Manuale d'amore 2 - Capitoli successivi (quest'ultimo però uscito l'anno successivo).
Ha svolto più volte lavori come doppiatore, fra cui si annovera la sua partecipazione al doppiaggio italiano della saga di film d'animazione di Blue Sky Studios L'era glaciale, in cui ha prestato la voce al bradipo Sid utilizzando un tono di voce particolare, e a quello della serie di film Hotel Transylvania in cui doppia il conte Dracula.
Nel 2007 è protagonista con Sabrina Ferilli del film per la televisione Due imbroglioni e... mezzo!. Nel 2008 canta nella canzone La lega dell'amore nell'album Studentessi di Elio e le Storie Tese, canzone già eseguita dal vivo nel tour del 2006; la partecipazione agli album del gruppo milanese, limitatamente a intermezzi parlati, risale al loro primo album, Elio Samaga Hukapan Kariyana Turu del 1989, cui seguirono camei in Italyan, Rum Casusu Çikti del 1992 e Cicciput del 2003.
Sempre nel 2008 partecipa come ospite a sorpresa a una puntata di Buona la prima!, trasmissione improvvisata di Ale e Franz su Italia 1, e torna al cinema con i film Amore, bugie & calcetto e Si può fare, mentre nel 2009 è nel cast di Ex (per il quale riceve la candidatura al David di Donatello e al Nastro d'argento come miglior attore non protagonista) e I mostri oggi.

### Anni 2010 e 2020
Nel 2010 è protagonista dei film Benvenuti al Sud di Luca Miniero e nuovamente diretto da Fausto Brizzi nel film Maschi contro femmine. Nel 2011 è stato protagonista anche del seguito di entrambi: Benvenuti al Nord e Femmine contro maschi, uscito nelle sale il 4 febbraio 2011.
Nel 2012, dopo 15 anni, abbandona la conduzione di Zelig a tempo indeterminato, dichiarando di volersi prendere una pausa per potersi dedicare ad altre attività, e il 14 gennaio 2013 è primo ospite della nuova edizione, condotta da Teresa Mannino e Michele Foresta. Il 16 febbraio seguente partecipa come ospite all'ultima serata del Festival di Sanremo, condotto da Fabio Fazio e Luciana Littizzetto. Sky lo sceglie come nuovo giudice ad Italia's Got Talent nel 2015.
Nel 2018 conduce la versione italiana del Saturday Night Live per TV8.
Nel 2019 conduce come co-conduttore assieme Claudio Baglioni e Virginia Raffaele la sessantanovesima edizione del Festival di Sanremo.
Tra il 2020 e il 2021 vanno in onda su Sky Cinema Cops - Una banda di poliziotti e su Prime Video Tutta colpa di Freud - La serie di cui è protagonista.
Nel 2021 torna a condurre Zelig di nuovo in coppia con Vanessa Incontrada.
Nel maggio del 2023 è protagonista della serie Rai Vivere non è un gioco da ragazzi. 
Il 12 ottobre dello stesso anno esce al cinema il suo primo film da regista, L'ultima volta che siamo stati bambini. Per questo esordio da regista riceve il premio "Anec Pietro Coccia" alle Giornate professionali di Cinema 2023 a Sorrento.

## Vita privata
Ha due figli, Alice (1996) e Federico (1998), avuti dalla moglie, la giornalista Sandra Bonzi, con cui è sposato dal 23 agosto 2003.
È un grande tifoso del Milan. Nel 2023 rivela di essere agnostico.

## Filmografia

### Cinema
- Sogno di una notte d'estate, regia di Gabriele Salvatores (1983)
- Come dire..., regia di Gianluca Fumagalli (1983)
- Domani mi sposo, regia di Francesco Massaro (1984)
- Live, regia di Bruno Bigoni e Kiko Stella (1984)
- Scemo di guerra, regia di Dino Risi (1985)
- A fior di pelle, regia di Gianluca Fumagalli (1987)
- I picari, regia di Mario Monicelli (1987)
- Strana la vita, regia di Giuseppe Bertolucci (1987)
- Kamikazen - Ultima notte a Milano, regia di Gabriele Salvatores (1987)
- Topo Galileo, regia di Francesco Laudadio (1987)
- I cammelli, regia di Giuseppe Bertolucci (1988)
- Turné, regia di Gabriele Salvatores (1990)
- Mediterraneo, regia di Gabriele Salvatores (1991)
- Puerto Escondido, regia di Gabriele Salvatores (1992)
- Bonus Malus, regia di Vito Zagarrio (1993)
- Sud, regia di Gabriele Salvatores (1993)
- Dietro la pianura, regia di Gerardo Fontana e Paolo Girelli (1994)
- Albergo Roma, regia di Ugo Chiti (1996)
- Il cielo è sempre più blu, regia di Antonello Grimaldi (1996)
- Nirvana, regia di Gabriele Salvatores (1997)
- La tregua, regia di Francesco Rosi (1997)
- Asini, regia di Antonello Grimaldi (1999)
- La cura del gorilla, regia di Carlo Sigon (2006)
- Natale a New York, regia di Neri Parenti (2006)
- Manuale d'amore 2 - Capitoli successivi, regia di Giovanni Veronesi (2007)
- Amore, bugie & calcetto, regia di Luca Lucini (2008)
- Si può fare, regia di Giulio Manfredonia (2008)
- Ex, regia di Fausto Brizzi (2009)
- I mostri oggi, regia di Enrico Oldoini (2009)
- Benvenuti al Sud, regia di Luca Miniero (2010)
- Maschi contro femmine, regia di Fausto Brizzi (2010)
- Femmine contro maschi, regia di Fausto Brizzi (2011)
- Bar Sport, regia di Massimo Martelli (2011)
- Benvenuti al Nord, regia di Luca Miniero (2012)
- Benvenuto Presidente!, regia di Riccardo Milani (2013)
- Indovina chi viene a Natale?, regia di Fausto Brizzi (2013)
- La gente che sta bene, regia di Francesco Patierno (2014)
- Confusi e felici, regia di Massimiliano Bruno (2014)
- Ma che bella sorpresa, regia di Alessandro Genovesi (2015)
- Non c'è più religione, regia di Luca Miniero (2016)
- Gli sdraiati, regia di Francesca Archibugi (2017)
- Arrivano i prof, regia di Ivan Silvestrini (2018)
- Bentornato Presidente, regia di Giancarlo Fontana e Giuseppe Stasi (2019)
- Se mi vuoi bene, regia di Fausto Brizzi (2019)
- Mollo tutto e apro un chiringuito, regia de Il Terzo Segreto di Satira (2021)
- Vicini di casa, regia di Paolo Costella (2022)
- Enzo Jannacci - Vengo anch'io, regia di Giorgio Verdelli – docufilm (2023) - se stesso
- Io, noi e Gaber, regia di Riccardo Milani – docufilm (2023) - se stesso
- L'ultima volta che siamo stati bambini, regia di Claudio Bisio (2023) – cameo
- Ricomincio da taaac, regia di Pietro Belfiore, Davide Bonacina, Andrea Fadenti, Andrea Mazzarella e Davide Rossi (2024)
- Una terapia di gruppo, regia di Paolo Costella (2024)

### Televisione
- Zanzibar, regia di Marco Mattolini – sitcom (1988)
- Il commissario Corso, regia di Gianni Lepre – serie TV, episodio L'ostaggio (1991)
- Casa dolce casa, regia di Beppe Recchia – sitcom, episodio Studio cercasi (1992)
- Un giorno fortunato, regia di Massimo Martelli – miniserie TV (1997)
- Oscar per due, regia di Felice Farina – film TV (1998)
- Belli dentro, regia di Gianluca Fumagalli – sitcom, episodio Il direttore (2005)
- Due imbroglioni e... mezzo!, regia di Franco Amurri – film TV (2007)
- Due imbroglioni e... mezzo! 2, regia di Franco Amurri – miniserie TV (2010)
- The Comedians, regia di Luca Lucini – sitcom (2017)
- Cops - Una banda di poliziotti – serie TV (2020-2021)
- Tutta colpa di Freud – serie TV (2021)
- Vivere non è un gioco da ragazzi – serie TV (2023)
- Uno sbirro in Appennino - Serie TV (2025)

### Regista
- L'ultima volta che siamo stati bambini (2023)

## Teatro
- Sogno di una notte di estate, regia di Gabriele Salvatores (1981)
- Nemico di classe di Nigel Williams, regia di Elio De Capitani (1983)
- Café Procope, regia di Gabriele Salvatores (1985)
- Comedians di Trevor Griffiths, regia di Gabriele Salvatores (1985)
- Morte accidentale di un anarchico, regia di Dario Fo (1987)
- Guglielma, regia di Gigio Alberti (1990)
- Aspettando Godo, regia di Paola Galassi (1991)
- Le nuove mirabolanti avventure di Walter Ego (1993)
- Tersa Repubblica (1994-1995)
- Monsieur Malaussène au théâtre di Daniel Pennac, regia di Giorgio Gallione (1997-2001)
- La buona novella di Fabrizio De André, regia di Giorgio Gallione (2000-2001)
- Appunti di viaggio, regia di Giorgio Gallione (2002)
- I bambini sono di sinistra, regia di Giorgio Gallione (2003)
- Grazie di Daniel Pennac, regia di Giorgio Gallione (2005)
- Coèsi se vi pare, con Elio e le Storie Tese (2006)
- Father and Son, regia di Giorgio Gallione (2014)
- La mia vita raccontata male, regia di Giorgio Gallione (2022-2023)

## Programmi televisivi
- Una notte all'Odeon (Odeon TV, 1988)
- Maurizio Costanzo Show (Canale 5, 1990-1991)
- Striscia la notizia (Canale 5, 1992)
- Cielito lindo (Rai 3, 1993)
- Zelig (Italia 1, 1996-1997, 2000-2003; Canale 5, 2004-2012, 2021-2023, da 2025-)
- Mai dire gol (Italia 1, 1997-1999)
- Teatro 18 (Italia 1, 2000)
- Le Iene (Italia 1, 2001)
- La fabbrica del sorriso (Canale 5, 2003)
- Concerto del Primo Maggio (Rai 3, 2004-2006)
- Gran Premio Internazionale dello Spettacolo (Canale 5, 2007)
- Italia's Got Talent (Sky Uno, TV8, 2015-2017, 2019) giudice
- Kid's Got Talent (Sky Uno, TV8, 2016-2017)
- Saturday Night Live (TV8, 2018)
- Festival di Sanremo (Rai 1, 2019)

### Pubblicità
- Smemoranda (1991)
- Calvè Maionese Mayò (1996)
- Eni (1998)
- Seat Pagine Gialle (2000-2010)
- CP company (2005)
- 10 e Lotto (2010-2014)
- NoiNo.org (2013)
- Intesa Sanpaolo (2013-2016)
- Kerakoll (2016)
- A2A Energia (2018-2019)
- Amplifon (2023)
- Ace Gentile (2024-2025)

## Doppiaggio
- Sid ne L'era glaciale, L'era glaciale 2 - Il disgelo, L'era glaciale 3 - L'alba dei dinosauri, L'era glaciale 4 - Continenti alla deriva, L'era glaciale - In rotta di collisione, L'era glaciale - Le avventure di Buck
- Dracula in Hotel Transylvania, Hotel Transylvania 2, Hotel Transylvania 3 - Una vacanza mostruosa, Hotel Transylvania - Uno scambio mostruoso
- Ernest in Ernest & Celestine, Ernest & Celestine - L'avventura delle 7 note
- Gaetan Mole Molière in Atlantis - L'impero perduto
- Leon in Terkel in Trouble
- Ian ne Il più grande uomo scimmia del Pleistocene
- Peppe il gorilla in Attenti al gorilla

## Discografia
- Paté d'animo, scritto e cantato con Rocco Tanica. Il singolo Rapput arrivò primo in classifica nell'estate 1991.
- X Ten year later, Uncle Frank never left degli Ossi Duri, dove inframmezza i brani con "sproloqui" insieme a Rocco Tanica.

## Opere letterarie
- Quella vacca di Nonna Papera, collana Le formiche, Milano, Baldini+Castoldi, 1993, ISBN 88-85989-52-7.
- Prima comunella poi comunismo, collana Le formiche, Milano, Baldini+Castoldi, 1996, ISBN 88-8490-185-5.
- Paghi uno leggi doppio con... Claudio Bisio, Milano, Baldini+Castoldi, 1998, ISBN 88-8089-484-6.
- Che simpatico umorista, Segrate, Mondadori, 2003, ISBN 88-04-51155-9. (con VHS)
- Zelig in tour, collana Kowalski, Milano, LaFeltrinelli, 2003, ISBN 88-7496-302-5. (con VHS)
- Daniel Pennac, Monsieur Malaussène, collana Kowalski, Milano, LaFeltrinelli, 2004, ISBN 88-7496-305-X. (con DVD)
- I bambini sono di sinistra, Segrate, Giulio Einaudi Editore, 2005, ISBN 88-06-17305-7. (con DVD)
- Claudio Bisio e Sandra Bonzi, Doppio misto. Autobiografia di coppia non autorizzata, collana I canguri, Milano, LaFeltrinelli, 2008, ISBN 978-88-07-70202-0.
- Enzo Gentile, Onda su onda. Storie e canzoni nell’estate degli italiani, Prefazione di Claudio Bisio, postfazione di Enrico Vanzina, Milano, Zolfo Editore, 2021, ISBN 978-88-32206-35-7.
- Claudio Bisio, Il talento degli scomparsi, Milano, Feltrinelli, 2024, ISBN 978-88-80703-62-4.

## Audiolibri
- Ecco la storia dal romanzo di Daniel Pennac per la casa editrice Full Color Sound (2006)
- Gli sdraiati di Michele Serra (2014)
- Favole al telefono di Gianni Rodari (2014)
- Storia di un corpo di Daniel Pennac (2016)
- La piuma di Giorgio Faletti (2016)
- L’occhio del lupo di Daniel Pennac (2017)
- Il paradiso degli orchi di Daniel Pennac (2018)

## Riconoscimenti
- David di Donatello
  - 2009 – Candidatura al migliore attore protagonista per Si può fare
  - 2009 – Candidatura al migliore attore non protagonista per Ex
  - 2011 – Candidatura al migliore attore protagonista per Benvenuti al Sud
  - 2024 - Candidatura al David Giovani per L'ultima volta che siamo stati bambini

- Nastro d'argento
  - 2009 – Candidatura al migliore attore non protagonista per Ex
  - 2011 – Candidatura al migliore attore protagonista per Benvenuti al Sud

- Ciak d'oro
  - 1994 – Candidatura al migliore attore non protagonista per Bonus Malus

- Leggio d'oro
  - 2006 – Voce cartoon per L'era glaciale 2 - Il disgelo